# Michele II di Alessandria (copto)
Papa Michele II, noto anche Chail II (in arabo ميخائيل التانى‎?; Egitto, ... – 17 aprile 851), è stato il 53º papa della Chiesa ortodossa copta, venerato come santo dalla Chiesa ortodossa copta.
Era un monaco del monastero di San Giovanni, di cui diventò egumeno. Secondo un'altra fonte fu sincello del precedente patriarca Giuseppe.
Nell'849 venne scelto come nuovo patriarca di Alessandria il 24 athyr 566 del calendario copto.
Quando arrivò il tempo del digiuno quaresimale, si ritirò nel deserto di Scetis e, secondo la tradizione, avrebbe pregato Dio di alleviargli il peso del papato; sarebbe morto serenamente dopo la Pasqua, dopo un patriarcato di 1 anno, 4 mesi e 28 giorni, il 22 parmouti 567, ovvero il 17 aprile 851.